# Église Saint-Esprit de Bayonne
L'église Saint-Esprit est une église catholique située à Bayonne dans le quartier du même nom, en face de la gare SNCF. Elle fait l'objet d'une inscription auprès des monuments historiques. Dédiée au Saint-Esprit, elle dépend de la paroisse Saint-Vincent de-Paul/Saint-Étienne du diocèse de Bayonne.

## Histoire

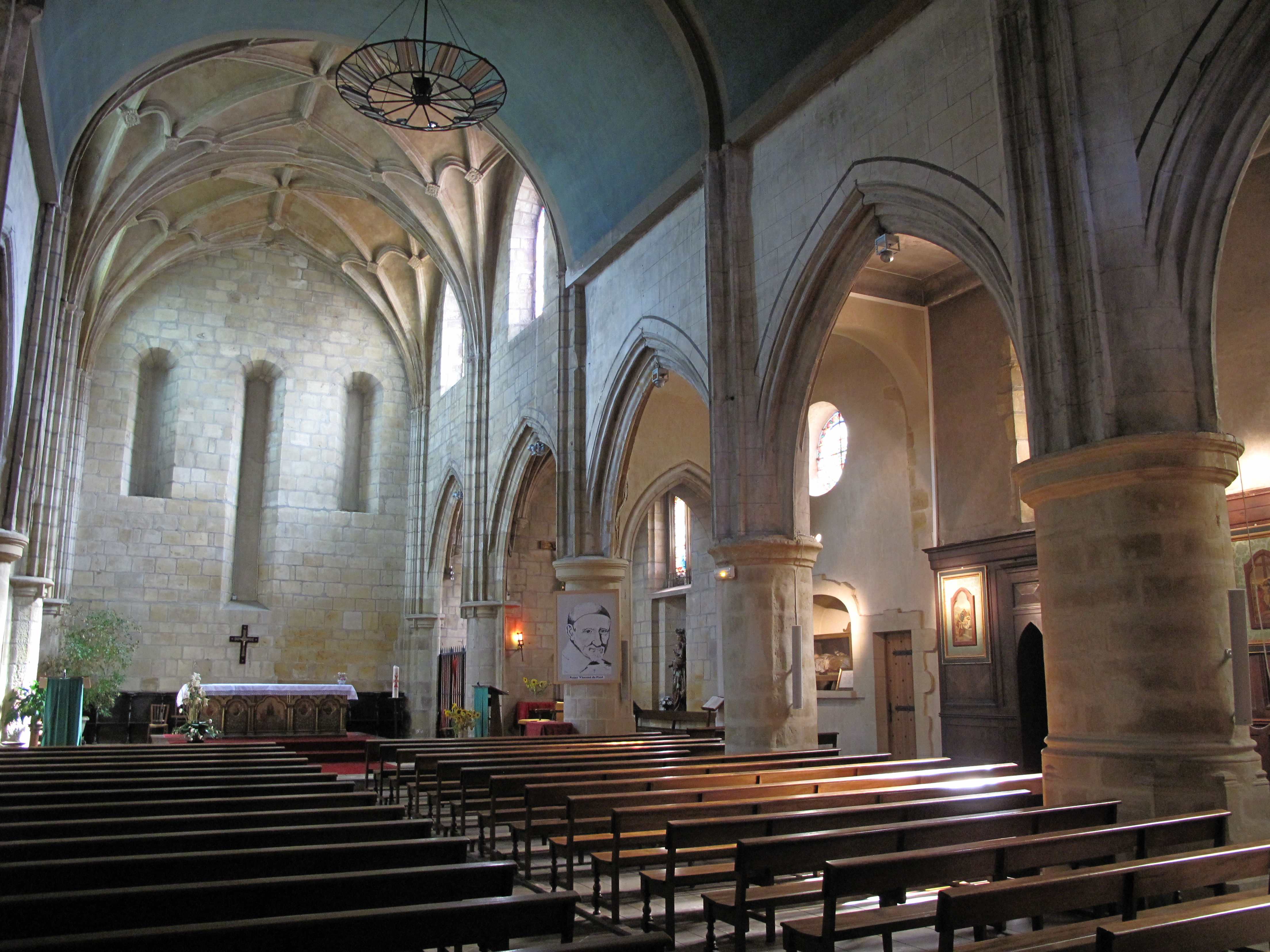
Intérieur de l'église.

C'est à la fin du XIIe siècle que l’ordre de Saint-Jean de Jérusalem s’installe dans le futur quartier Saint-Esprit pour y ouvrir un hospice avec un prieuré afin d'accueillir les pèlerins de Saint-Jacques-de-Compostelle. Il est remplacé en 1243 par l’ordre du Saint-Esprit. La chapelle du prieuré est appelée la chapelle « dou cap de pount ». Le roi Louis XI fait bâtir une nouvelle église en 1463 pour remplacer la chapelle romane, avec une rente de quatre mille livres tournois. L'église Saint-Esprit devient une collégiale et se dote de voûtes gothiques typiques du style flamboyant. Elle se trouve au milieu d'un quartier d'artisans et de juifs chassés d'Espagne et du Portugal. L'édifice est remanié au XVIe siècle, conservant les deux voûtes en croisée d'ogives de plan carré. L'église est restaurée aux XVIIe et XVIIIe siècles. À la Révolution, le chapitre de la collégiale est dissout en 1792, puis l'église devient paroissiale. 
Lorsque le chemin de fer arrive à Bayonne au milieu du XIXe siècle, le quartier devient de plus en plus industrieux ; l'église est agrandie à la fin du XIXe siècle par l'architecte Émile Loupot qui ajoute le bas-côté sud et la tribune d'orgue, ainsi que le porche d'entrée aux chapiteaux néo-romans.
L'église est inscrite en totalité par les monuments historiques en 2008. Elle dépend de la paroisse Saint-Vincent de-Paul/Saint-Étienne du diocèse de Bayonne.

## Description
L'église est rectangulaire avec un clocher-mur sur la façade occidentale, précédé d'un porche. Le chœur voûté est typique du style gothique flamboyant avec liernes, tiercerons et décor sculpté. Les éléments de la chapelle romane sont visibles dans le chevet plat et le clocher-mur ouest. 
L'église recèle un relief polychrome du XVe siècle représentant la Vierge sur un âne, portant l'Enfant Jésus, dans la Fuite en Égypte. L'église abrite depuis 1868 des reliques de sainte Irène découvertes à Rome en 1825. Les vitraux datent de 1906 et proviennent de l'atelier Mauméjean.  Des fragments de vitraux de la chapelle d'origine ont été découverts en 1959 et installés dans la réserve du musée basque et de l'histoire de Bayonne ; ils représentent l'arbre de Jessé.

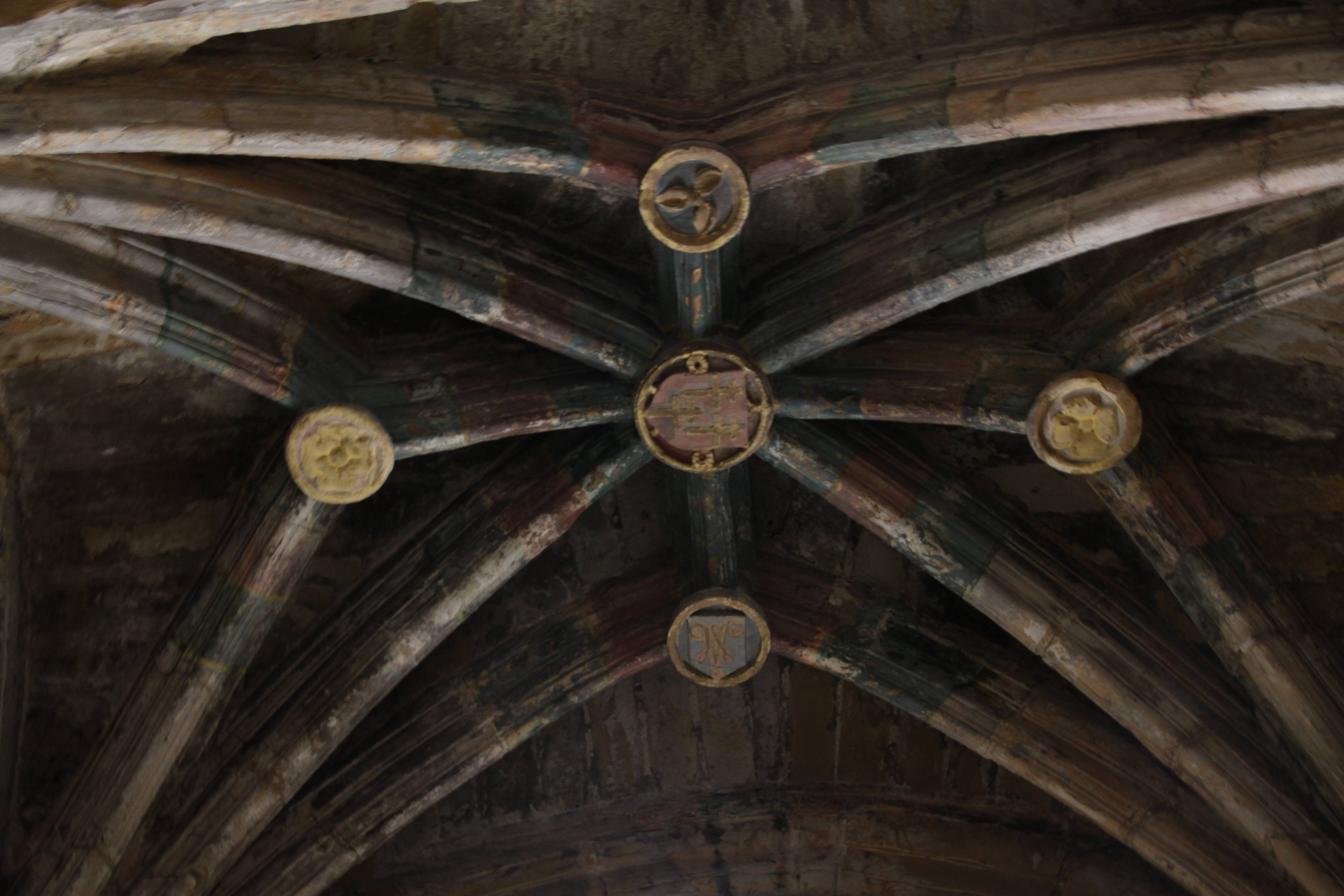
Clefs de voûte.
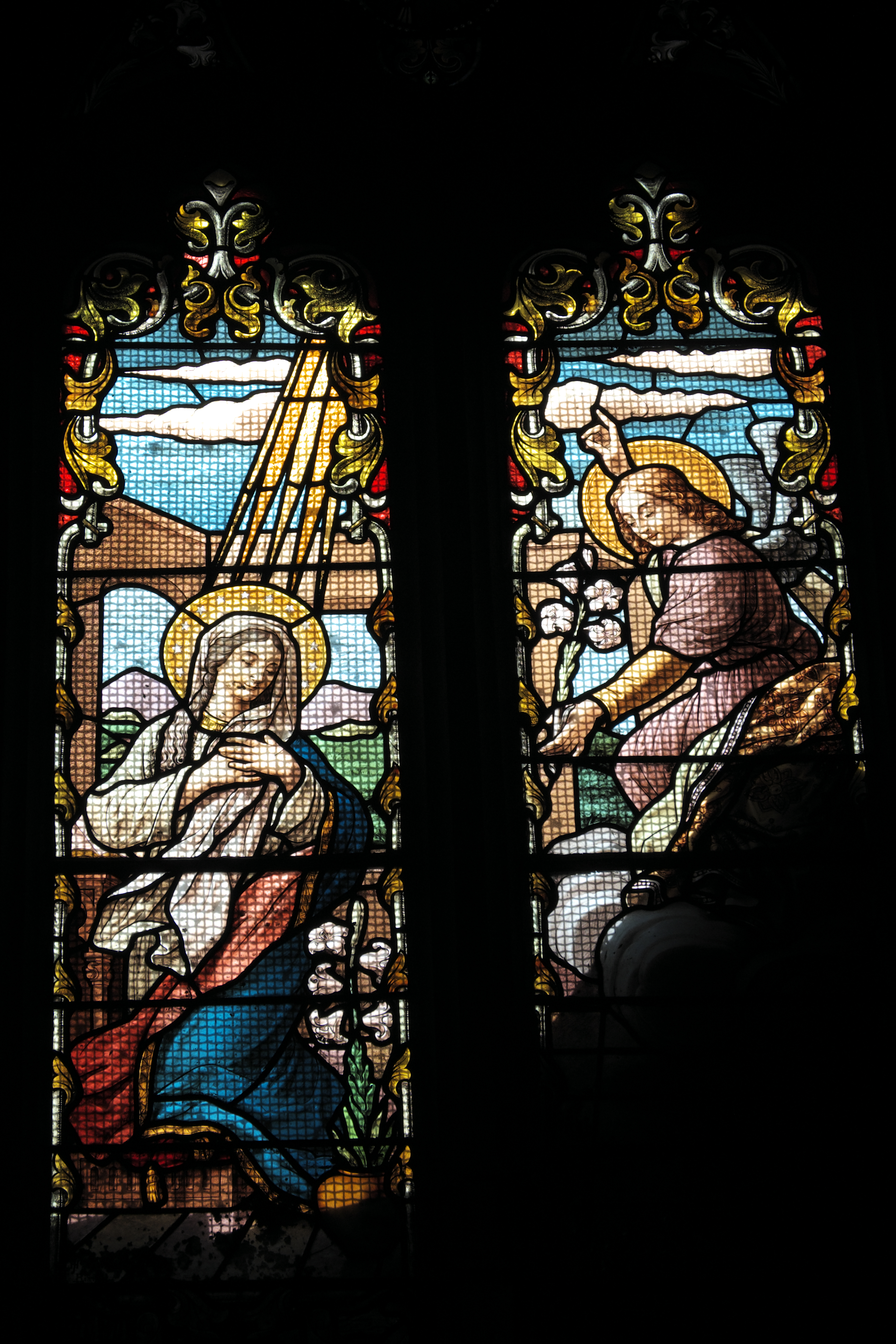
Vitrail de l'Annonciation.
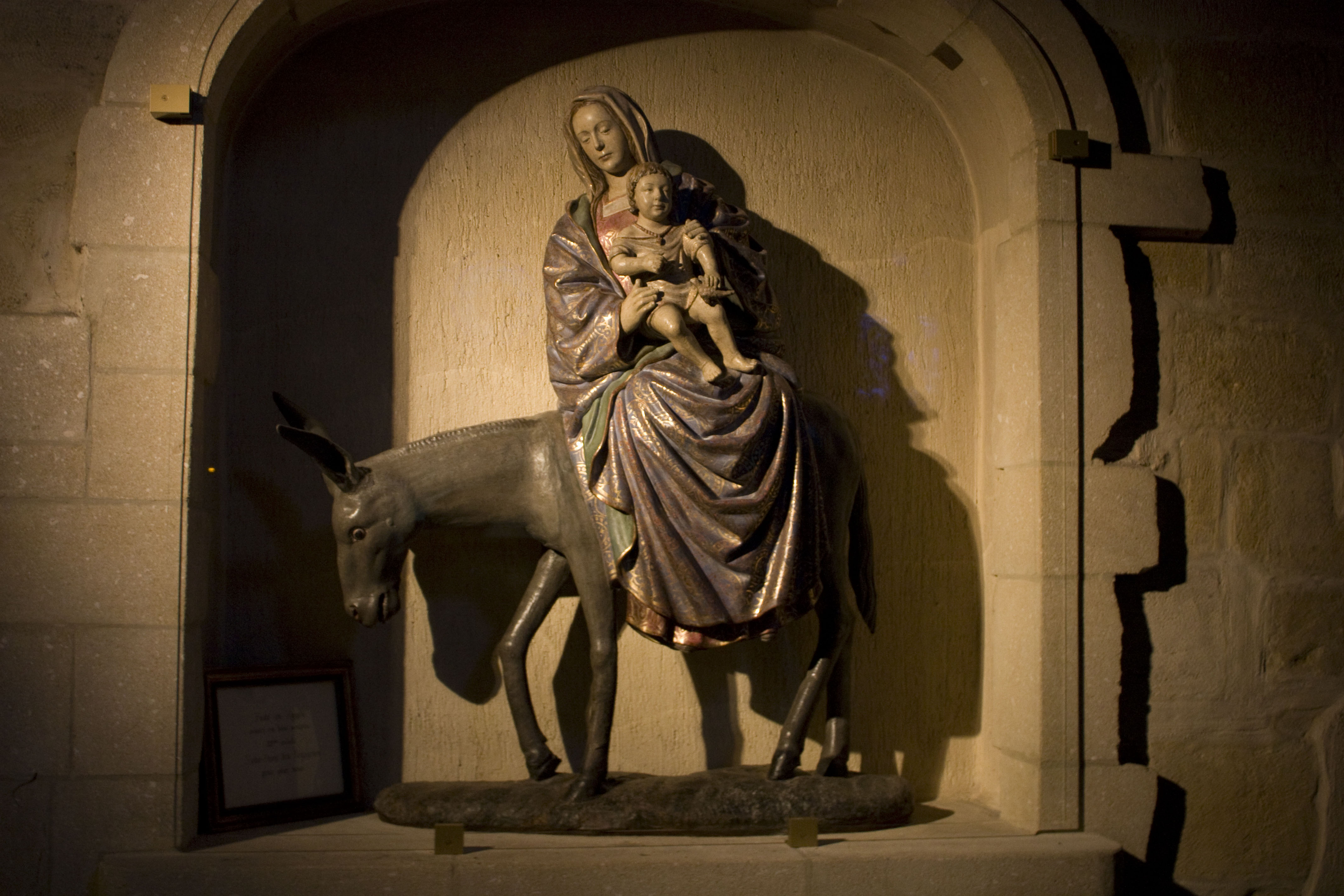
La Vierge et l'Enfant Jésus pendant la Fuite en Égypte.
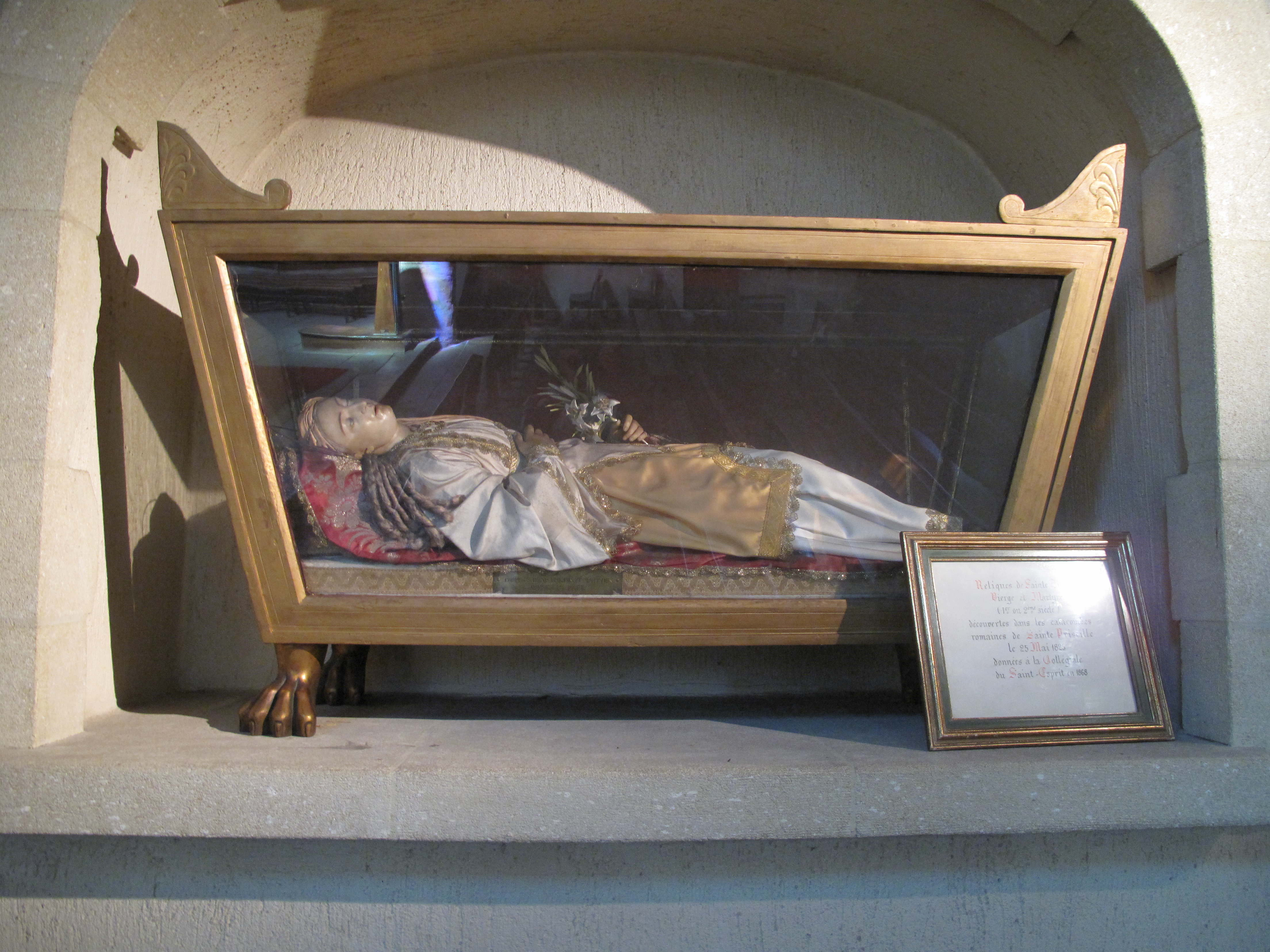
Reliques de sainte Irène.
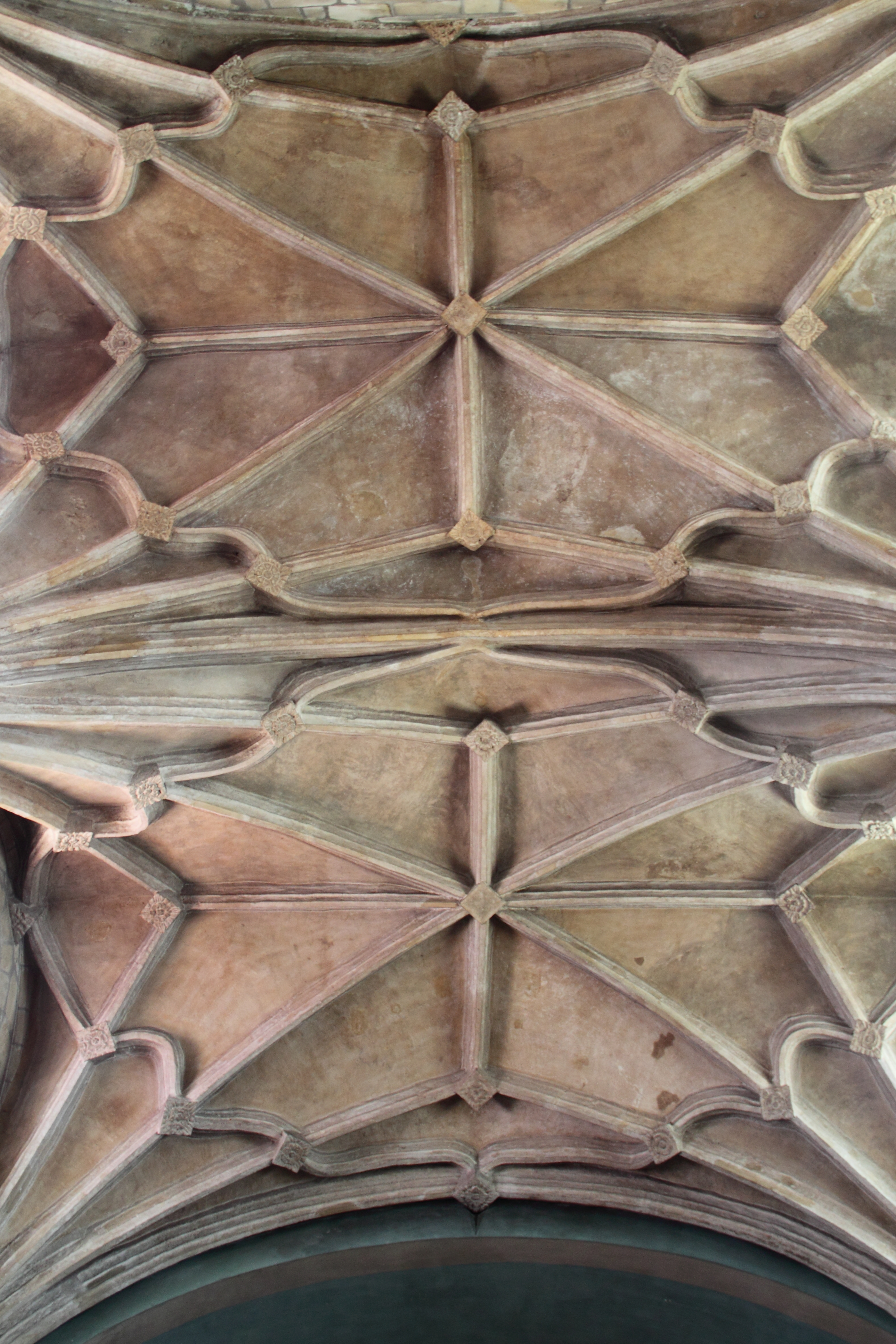
Détails du plafond.